# بشقاب

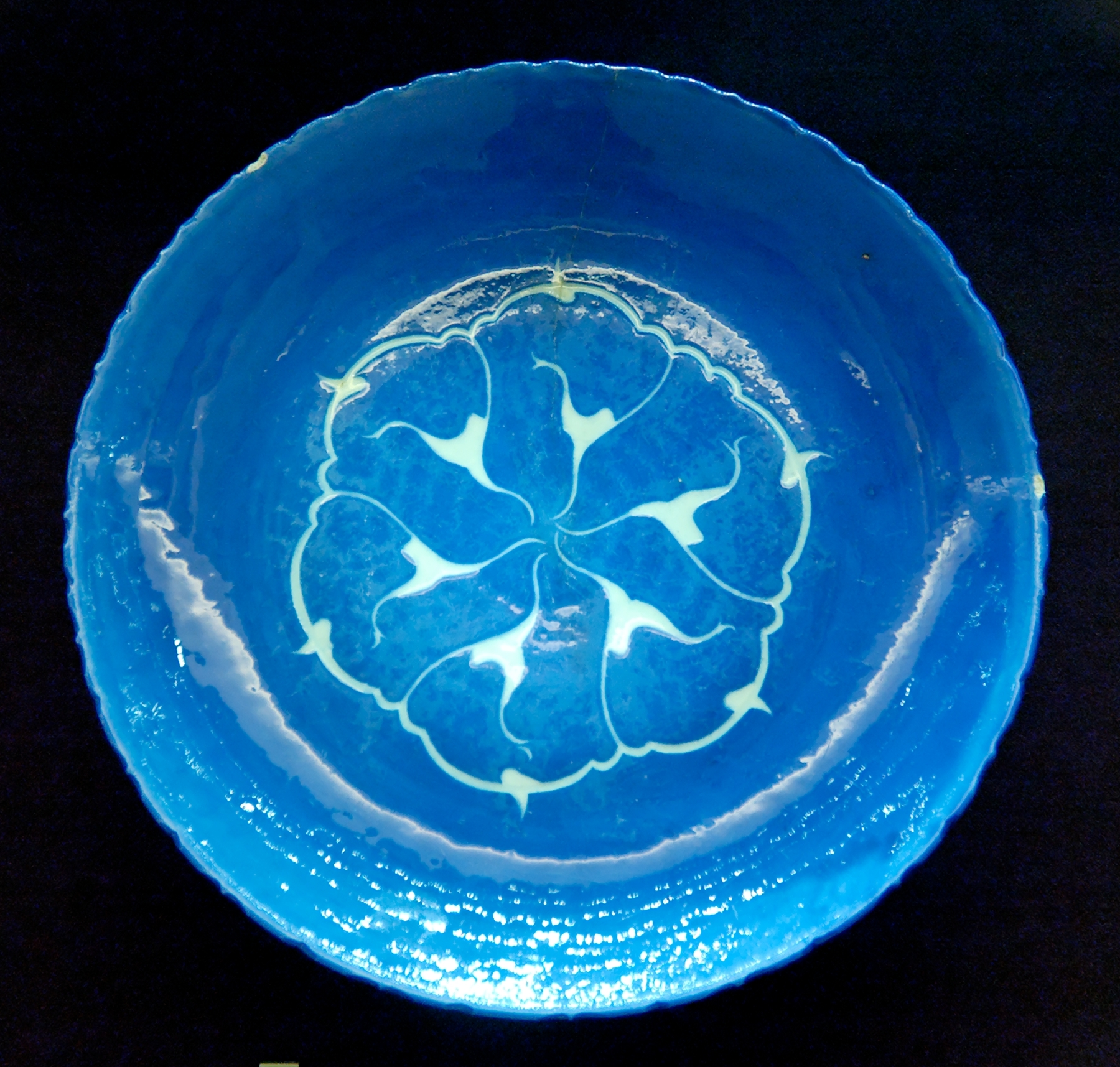
بشقاب چهارصد ساله کرمان ایران

بُشقاب، تابک، لب‌تخت یا دوری ظرفی معمولاً دایره شکل، کم عمق، دارای کف صاف و پهن است. بشقاب به منظور صرف غذا (و گاهی با هدف تشریفاتی و تزئینی) به کار می‌رود.

## پیرامون واژه
واژه قاب ریشه سغدی دارد و به معنی ظرف است است. در مورد واژه بُش، هنوز هیچ منبع آکادمیکی دربارهٔ ریشه این واژه اظهار نظر نکرده‌است. نظر عامه براین است که این واژه ترکی است و به معنی خالی است. نظر دیگر، توجه به ریخت‌های رایج دیگر این واژه مانند پشقاب در فارسی افغانستان، پشخاو (pešxâv) در گویش ابیانه، انارک و … و همچنین نظرداشت واژگان مشابهش مانند پیش-دستی و …، این واژه فارسی است. در گذشته در پارسی به بشقاب، دوری (dowri) می‌گفتند. امروزه نیز همچنان در برخی زبان‌های محلی، برای نمونه مازندرانی، بشقاب بزرگ را دوری می‌گویند. از دیگر واژه‌های پارسی معادل بشقاب، شیلان یا شیلانه، بَزمِه و لب‌تخت می‌باشد.
در قدیم به‌ویژه بشقاب‌های بزرگ لبه‌دار را دوری، پردل، و رکابی می‌گفتند. در پارسی، بشقاب سفالی و سوپ‌خوری، سُکُر (یا سُکوره، سُکُرجه، اُسکُر، اُسکُرچه)، بشقاب بزرگ زکنج، بشقاب کوچک بَزمَک، بشقاب کشیده دیس، بشقاب ژرف گِردَنَه، بشقاب چوبی چپین، و بشقاب پهن تبرک یا گرباک نامیده می‌شده‌است.

## انواع

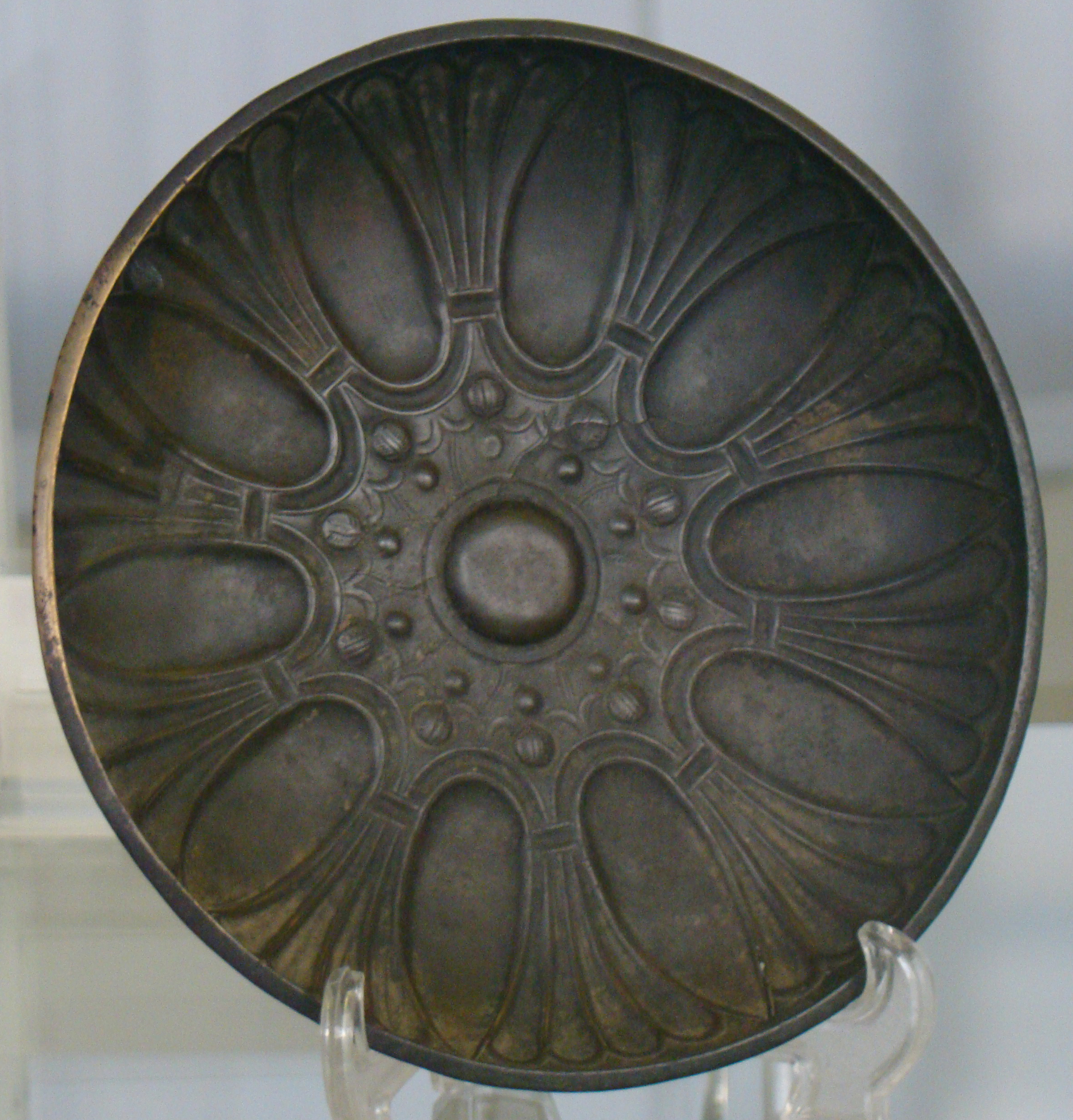
بشقاب ایرانی، هزاره اول قبل از میلاد

بشقاب‌ها از مواد گوناگونی چون چینی، ملامین، بلور، پلاستیک، سرامیک، آرکوپال و حتی استیل و گاهی چوب ساخته می‌شوند. اندازه، شکل و عمق بشقاب‌ها بسته به نوع کاربرد آن‌ها (پیش‌غذا، غذای اصلی، سوپ‌خوری (با عمق کمی بیشتر)، میوه، و دسر) متفاوت است.
غذا پیش از توزیع در بشقاب معمولاً در دیس کشیده می‌شود.
بعضی از بشقاب‌ها فقط به عنوان وسیله تزئینی کاربرد دارند. برخی از بشقاب‌ها نیز در شکل‌های دیگری بجز دایره (مثلا مربع) تولید می‌شوند. نوعی از بشقاب با قابلیت نگهداری لیوان و قاشق و حمل همه این‌ها با یک دست به شکل آرگونومیک طراحی شده‌است. همچنین طرح‌هایی در دست است تا بشقاب‌های گرم شونده به تولید برسند.

## مجموعه

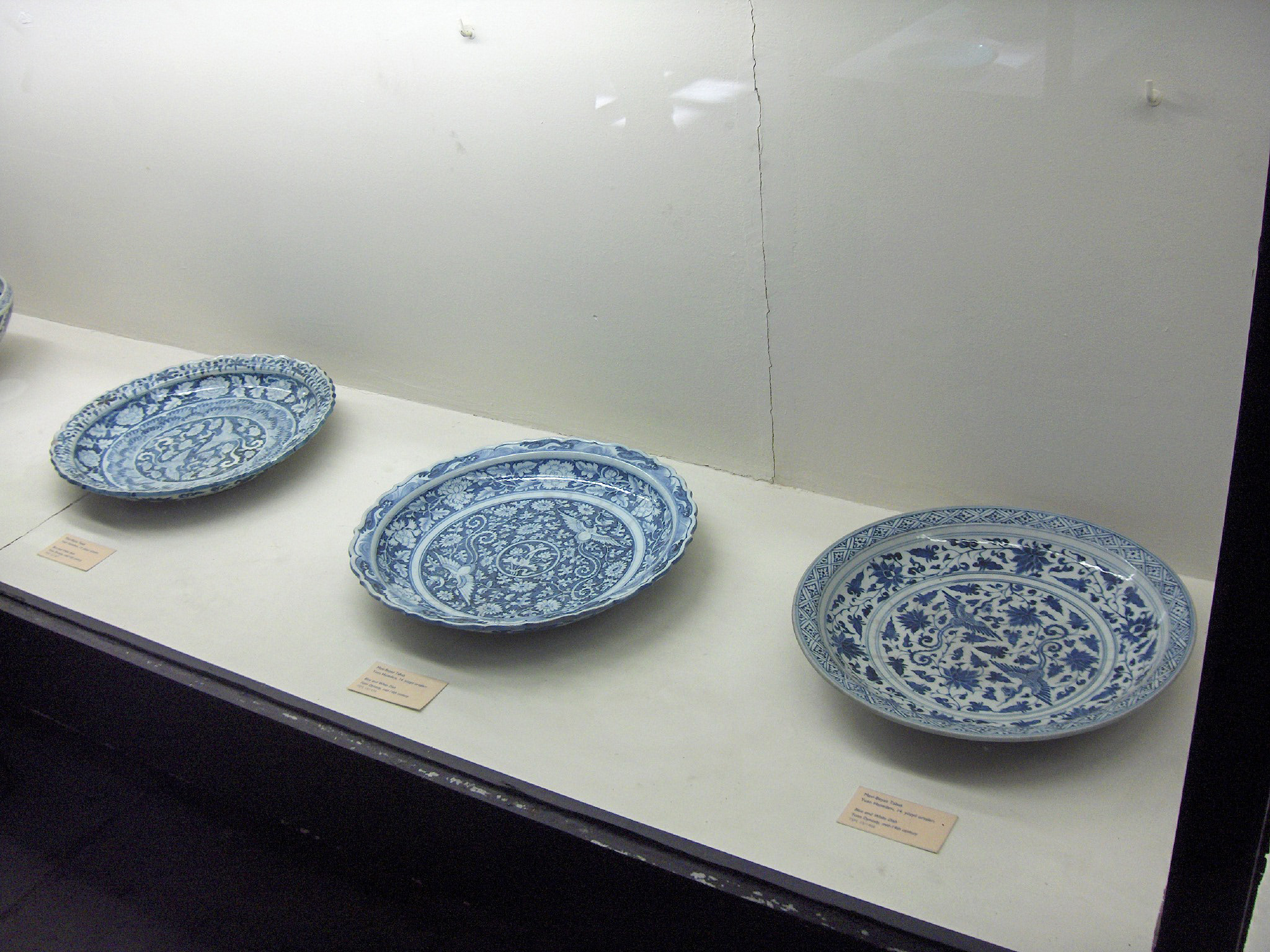
نمایش بشقاب چینی عتیقه در استانبول ترکیه

برخی علاقه‌مندان، به جمع‌آوری بشقاب اقدام می‌کنند. جمع‌آوری بشقاب به عنوان مجموعه برای نخستین بار توسط یک انگلیسی-هلندی در سال ۱۸۰۰ میلادی صورت گرفت.

## بشقاب‌درمانی

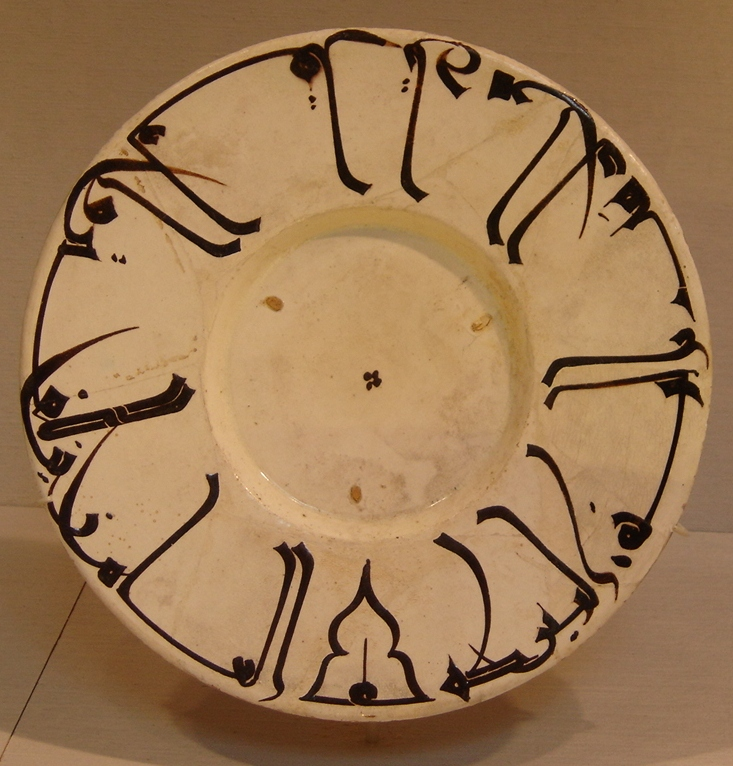
یک بشقاب ایرانی از روزگار بوییان.

بشقاب‌درمانی روشی است که با استفاده از آن، گرفتن رژیم غذایی ساده‌تر می‌شود. در این روش در درجه اول از بشقاب (و قاشق) کوچکتری برای صرف غذا استفاده می‌شود و در مرحله بعد، رنگ بشقاب، آبی انتخاب می‌شود. رنگ آبی بشقاب موجب کاهش اشتها می‌گردد.